# Raión de Voznesénskaya
El raión de Voznesénskaya (en ruso: Вознесенский район) fue una unidad administrativa y territorial del óblast del Sudeste y el krai del Cáucaso Norte de la RSFSR de la Unión Soviética entre 1924 y 1929, con centro en Voznesénskaya.

## Historia
El raión de Voznesénskaya se formó el 19 de julio de 1924 como parte del ókrug de Armavir del óblast del Sudeste. El 16 de octubre de 1924, el óblast se transformó en el krai del Cáucaso Norte.
A principios de 1925, el raión incluía 14 selsoviets: Ajmetrovski, Besstrashnenski, Voznesenski, Gryaznushenski, Yereminski, Koblovski, Otvazhnenski, Podgornosiniujinski, Proletarski, Siniujinski, Sladki, Soyuz 5 Jutorov, Soyuz 16 Jutorov y Upornenski.
El 6 de noviembre de 1929 se abolió el raión. Los selsoviet Voznesenski, Gryaznushenski, Yereminski, Koblovski, Pervosiniujinski, Sladki, Soyuz 5 Jutorov, Soyuz 16 Jutorov y Upornenski fueron transferidas al raión de Armavir. El selsoviet Jlebodarovski pasó al raión de Kurgáninsk y los selsoviet Besstrashnski, Podgornosiniujinsky y Rudievski, al raión de Otrádnaya.